# Hymenophyllum marlothii
Hymenophyllum marlothii är en hinnbräkenväxtart som beskrevs av Guido Georg Wilhelm Brause. Hymenophyllum marlothii ingår i släktet Hymenophyllum och familjen Hymenophyllaceae. Inga underarter finns listade.